# Laos nos Jogos Olímpicos de Verão de 1980
Laos competiu nos Jogos Olímpicos pela primeira vez nos Jogos Olímpicos de Verão de 1980 em Moscou, União Soviética.

## Resultados por Evento

### Atletismo
100 m masculino
- Soutsakhone Somninhom
  - Eliminatórias — 11.69 (→ não avançou)

200 m masculino
- Sitthixay Sacpraseuth
  - Eliminatórias 24.28 (→ não avançou)

800 m masculino
- Vongdeuane Phongsavanh
  - Eliminatórias — 2:05.5 (→ não avançou)

Marcha atlética 20 km masculino
- Thipsamay Chanthaphone
  - Final — 2:20:22.0 (→ 25º lugar)

100 m feminino
- Seuth Khampa
  - Eliminatórias — 14.62 (→ não avançou)

- Boualong Boungnavong
- Panh Khemanith
- Vongdeuane Phongsavanh

### Boxe
Peso Mosca-ligeiro (48 kg)
- Singkham Phongprathith
  1. Primeira Rodada - Perdeu para Pedro Manuel Nieves (Venezuela) após o juiz interromper o combate no primeiro round

Peso Galo (54 kg)
- Souneat Ouphaphone
  1. Primeira Rodada — Bye
  2. Segunda Rodada - Perdeu para Fayez Zaghloul (Síria) por pontos (5-0)

Peso Pena (57 kg)
- Takto Youtiya Homrasmy
  1. Primeira Rodada — Bye
  2. Segunda Rodada - Perdeu para Winfred Kabunda (Zãmbia) após o juiz interromper o combate no primeiro round

Peso Leve(60 kg)
- Bounphisith Songkhamphou
  1. Primeira Rodada - Perdeu para Kazimierz Adach (Poland) após o juiz interromper o combate no segundoround

Peso Meio-médio Ligeiro(63,5 kg)
- Kampanath
  1. Primeira Rodada - Perdeu para Farez Halabi (Síria) por pontos (2-3)